# Eurotest
Eurotest este un institut de cercetare-dezvoltare în științe naturale din România care se ocupă cu verificarea și testarea echipamentelor electrice în caz de seism, vibrații și șocuri și are, ca obiect secundar de activitate, închirierea și subînchirierea bunurilor imobiliare proprii sau închiriate.
Deține echipamente și instalații de testare de interes național în medii de risc ridicat (elergetică nucleară, seismologie).
A fost înființat la 10 august 2002 prin separarea ICPE în mai multe societăți.
Institutul este deținut în proporție de 70,0001% de AVAS, restul aparținând SIF Muntenia.
În anul 2004, Eurotest a dobândit statut de instituție de interes strategic.
În februarie 2008, institutul a fost scos din categoria societăților de interes strategic, în vederea privatizării.